# Jeongol
Le Jeongol (전골) est un genre de fondue chinoise à base de viande, de champignons, de fruits de mer, d'assaisonnements Il est similaire à la catégorie des ragoûts coréens appelés jjigae, une des principales différences étant que le jjigae est généralement cuisinés avec un seul ingrédient principal et portent le nom de cet ingrédient (tel que le kimchi jjigae ou le sundubu jjigae), alors que le jeongol contient généralement une variété d'ingrédients principaux. Une différence en plus est que le jeongol (comme le gujeolpan) était à l'origine un mets pour les Coréens de classe supérieure et aussi pour les membres de la cour royale, alors que le jjigae était un plat plus simple pour les roturiers.

## Histoire
Selon le livre tardif de l'époque Joseon Manguksamulkiwon Yeoksa (hangeul : 만국사물기원역사, hanja : 萬國事物紀原歷史, « L'histoire de divers objets du monde entier »), le jeongol tient son origine des temps anciens où les soldats cuisinaient leur nourriture dans des casques de fer en temps de guerre faute d'ustensiles de cuisine. Dans d'autres documents de l'ère Joseon tels que le Kyeongdo (hangeul : 경도잡지, hanja : 京都雜志), il est mentionné que le jeongol était cuit dans un récipient appelé jeonliptu (전립투, chapeau de soldat) parce qu'il ressemblait à un casque de soldat. Dans le Siujeonseo (hangeul : 시의전서, hanja : 是議全書), il est mentionné que du bœuf assaisonné tranché finement était cuit dans une casserole et saupoudré de poudre de pignons de pin, et parfois cuit avec des pousses de bambou, des poulpes et des huîtres.

## Préparation
Le Jeongol contient généralement des tranches de boeuf ou de fruits de mer, des légumes, des champignons, et d'autres assaisonnements, qui sont bouillis avec une petite quantité de bouillon dans un jeongolteul (전골틀, pot utilisé pour la cuisson du jeongol). Le plat peut également inclure des mandu (boulette). Quelque jeongol sont épicés, contenant du gochujang ou du piment en poudre, bien que ces ingrédients puissent être omis. La variété de bouillon utilisée varie selon le type de jeongol qui va être préparé.

## Variétés
- Bosin jeongol (보신전골) — à base de viande de chien
- Sinseollo (신선로) — une variété de jeongol autrefois servi dans la cuisine coréenne de la cour royale
- Haemul jeongol (해물전골) — à base de fruits de mer
- Nakji jeongol (낙지전골) — fait avec de petits poulpe
- Sogogi jeongol (소고기전골) — fait avec du bœuf mais pas de fruits de mer
- Mandu jeongol (만두전골) — fait avec du mandu[3],[4]
- Dubu jeongol (두부전골) — fait avec du tofu
- Beoseot jeongol (버섯전골) — à base de champignons
- Gopchang jeongol (곱창전골) — à base d'abats de bœuf
- Gaksaek jeongol, (각색전골) — fait avec divers ingrédients